# Cunningham Cabin
Pour les articles homonymes, voir Cunningham.
La Cunningham Cabin est une cabane du comté de Teton, dans le Wyoming, aux États-Unis. Protégée au sein du parc national de Grand Teton, elle est inscrite au Registre national des lieux historiques depuis le 2 octobre 1973.